# Municipio de Black Springs
Black Springs Township es un municipio del condado de Montgomery, Arkansas, Estados Unidos. Según el censo de 2020, tiene una población de 502 habitantes.
Es una subdivisión exclusivamente geográfica, por cuanto el estado de Arkansas no utiliza la herramienta de los townships como municipios. El mantenimiento de los datos es realizado por la Oficina del Censo en cooperación con los Gobiernos del estado y de los condados a los efectos exclusivamente estadísticos.

## Geografía
La subdivisión está ubicada en las coordenadas 34°29′19″N 93°47′15″O / 34.48861, -93.78750 (34.488647, -93.787578).  Según la Oficina del Censo, tiene una superficie total de 271.11 km², de los cuales 270.76 km² corresponden a tierra firme y 0.45 km² están cubiertos de agua.

## Demografía
Según el censo de 2020, hay 502 personas residiendo en la zona. La densidad de población es de 1.85 hab./km². El 84.86 % de los habitantes son blancos, el 0.20 % es afroamericano, el 1.79 % son amerindios, el 1.00 % son asiáticos, el 4.18 % son de otras razas y el 7.97 % son de una mezcla de razas. Del total de la población, el 6.97 % son hispanos o latinos de cualquier raza.